# Agostinho Fortes Filho
Agostinho Fortes Filho conosciuto solo come Fortes (Rio de Janeiro, 9 settembre 1901 – 2 maggio 1966) è stato un calciatore brasiliano.

## Carriera
Con la Nazionale brasiliana disputò il Mondiale 1930.

## Palmarès

### Club
- Campionato Carioca: 4

Fluminense: 1917, 1918, 1919, 1924

### Nazionale
- Campeonato Sudamericano de Football: 2

1919, 1922